# Håkon Tønsager
Håkon Tønsager (* 31. Juli 1890 in Kristiania; † 15. Januar 1975 in Oslo) war ein norwegischer Ruderer.

## Karriere
Tønsager nahm 1912 an den Olympischen Spielen in Stockholm teil und gewann im Vierer mit Steuermann die Bronzemedaille.
Sein Bruder Ejnar Tønsager war 1912 ebenfalls Teil der norwegischen Mannschaft.